# Награда „Петровдански вијенац”
Награда „Петровдански вијенац” додјељује се у оквиру манифестације „Калиновички поетски вијенац” за најбољу књигу песама објављену између две манифестације.
Награду „Петровдански вијенац” додјељује Савјет књижевних сусрета завичајног удружења „Часлав” и Општина Калиновик. Награда се додјељује на Петровдан, дан крсне славе Општине Калиновик. Књижевни сусрети „Калиновички поетски вијенац” окупља књижевнике из Републике Српске и Републике Србије.
Награда се састоји од венца петровданског цвећа, повеље, кандила и новчаног износа. Награда подразумева и научни скуп о поезији лауреата, који се одржава следеће године, као и објављивање књиге његових изабраних песама.

## Добитници
| Година | Добирник            | Дело                  | Реф.              |
| ------ | ------------------- | --------------------- | ----------------- |
| 2007.  | Гојко Ђого          | Песме                 | [ 2 ] [ 3 ] [ 4 ] |
| 2008.  | Ђорђо Сладоје       | Манастирски баштован  | [ 2 ] [ 3 ] [ 4 ] |
| 2009.  | Владимир Јагличић   | Јутра                 | [ 2 ] [ 3 ] [ 4 ] |
| 2010.  | Матија Бећковић     | Пут којег нема        | [ 2 ] [ 3 ] [ 4 ] |
| 2011.  | Милосав Тешић       | Млинско коло          | [ 2 ] [ 3 ] [ 4 ] |
| 2012.  | Милан Ненадић       | Редна чаша            | [ 2 ] [ 3 ] [ 4 ] |
| 2013.  | Верољуб Вукашиновић | Изнад облака          | [ 2 ] [ 3 ] [ 4 ] |
| 2014.  | Зоран Костић        | Сто једанаест         | [ 2 ] [ 3 ] [ 4 ] |
| 2015.  | Радомир Уљаревић    | Школа одлучивања      | [ 2 ] [ 3 ] [ 4 ] |
| 2016.  | Ђорђе Нешић         | Боље је бити у мањини | [ 5 ]             |
| 2017.  | Мирослав Максимовић | Бол                   | [ 6 ]             |